# العلاقات الجورجية المالطية
العلاقات الجورجية المالطية هي العلاقات الثنائية التي تجمع بين جورجيا ومالطا.

## مقارنة بين البلدين
هذه مقارنة عامة ومرجعية للدولتين:
| وجه المقارنة                                              | جورجيا                          | مالطا                                                     |
| --------------------------------------------------------- | ------------------------------- | --------------------------------------------------------- |
| المساحة (كم2)                                             | 69.70 ألف                       | 316                                                       |
| عدد السكان (نسمة)                                         | 3.72 مليون                      | 465.29 ألف                                                |
| الكثافة السكانية (ن./كم²)                                 | 53.37                           | 147.24 ألف                                                |
| العاصمة                                                   | تبليسي، كوتايسي                 | فاليتا                                                    |
| اللغة الرسمية                                             | اللغة الجورجية، اللغة الأبخازية | اللغة المالطية، لغة إنجليزية                              |
| العملة                                                    | لاري جورجي                      | يورو، ليرة مالطية                                         |
| الناتج المحلي الإجمالي (بليون دولار)                      | 15.16 مليار                     | 12.54 مليار                                               |
| الناتج المحلي الإجمالي (تعادل القوة الشرائية) بليون دولار | 35.68 مليار                     | 14.68 مليار                                               |
| الناتج المحلي الإجمالي الاسمي للفرد دولار أمريكي          | 3.79 ألف                        | 22.60 ألف                                                 |
| الناتج المحلي الإجمالي للفرد دولار أمريكي                 |                                 |                                                           |
| مؤشر التنمية البشرية                                      | 0.754                           | 0.839                                                     |
| رمز المكالمات الدولي                                      | +995                            | +356                                                      |
| رمز الإنترنت                                              | .ge، .გე ‏                       | .mt                                                       |
| المنطقة الزمنية                                           | ت ع م+04:00                     | توقيت وسط أوروبا، ت ع م+01:00، ت ع م+02:00، أوروبا/مالطا ‏ |

## منظمات دولية مشتركة
يشترك البلدان في عضوية مجموعة من المنظمات الدولية، منها:
| علم المنظمة | اسم المنظمة                             | تاريخ انضمام جورجيا | تاريخ انضمام مالطا |
| ----------- | --------------------------------------- | ------------------- | ------------------ |
|             | يونسكو                                  | 7 أكتوبر 1992       | 10 فبراير 1965     |
|             | الفريق المعني برصد الأرض                | ?                   | ?                  |
|             | مؤسسة التمويل الدولية                   | 29 يونيو 1995       | 1 يونيو 2005       |
|             | مجلس أوروبا                             | 27 أبريل 1999       | ?                  |
|             | منظمة التجارة العالمية                  | 14 يونيو 2000       | ?                  |
|             | منظمة الأمن والتعاون في أوروبا          | 24 مارس 1992        | 25 يونيو 1973      |
|             | المنظمة الأوروبية لسلامة الملاحة الجوية | 2012                | 1989               |
|             | الاتحاد البريدي العالمي                 | ?                   | ?                  |
|             | الاتحاد الدولي للاتصالات                | 7 يناير 1993        | 1965               |
|             | الأمم المتحدة                           | 31 يوليو 1992       | 1 ديسمبر 1964      |
|             | البنك الدولي للإنشاء والتعمير           | 7 أغسطس 1992        | 26 سبتمبر 1983     |
|             | المنظمة الهيدروغرافية الدولية           | ?                   | ?                  |

## وصلات خارجية
- موقع وزارة الخارجية الجورجية
- موقع وزارة الخارجية المالطية